# Bonomi B.S. 9 Bertina
La Bertina era un aliante monoposto ad ala alta prodotto dall'azienda italiana Aeronautica Bonomi negli anni trenta.

## Tecnica
Era caratterizzato da un'ala trapezoidale controventata da due montanti. Alle estremità delle ali erano presenti due piani verticali.
La fusoliera era a sezione piatta e terminava con i timoni di coda. Il posto del pilota era completamente chiuso e raccordato con la fusoliera in modo da ottimizzare l'aerodinamica.